# Organ Pipe Cactus National Monument
L’Organ Pipe Cactus National Monument est un monument national et une réserve de biosphère se situant en Arizona, aux États-Unis. Situé dans l'extrème sud de l'État, le monument jouxte la frontière entre les États-Unis et le Mexique. Son nom provient du cactus Stenocereus thurberi, « Organ Pipe Cactus » en anglais (« cactus tuyau d'orgue »). Le National Monument a été ouvert en 1937 et couvre une surface de 1 338 km2
.
Le parc a été reconnu réserve de biosphère par l'Unesco depuis 1976.

## Description
Le parc est bordé au nord-ouest par le Cabeza Prieta National Wildlife Refuge, à l'est par la réserve indienne Tohono O'odham et au sud par la frontière mexicaine. Son altitude va de 335 à 1472 mètres. L'endroit est le seul aux Etats-Unis ou pousse le cactus tuyau d'orgue. On y trouve de nombreuses autres espèces de cactus, comme le célèbre saguaro, le cactus hérisson (Echinocereus) ou encore le teddybear cholla (sorte de figuier de barbarie).
Les ranchs de Bates Well et de Dos Lomitas, tous deux inscrits au Registre national des lieux historiques, se trouvent dans le parc.

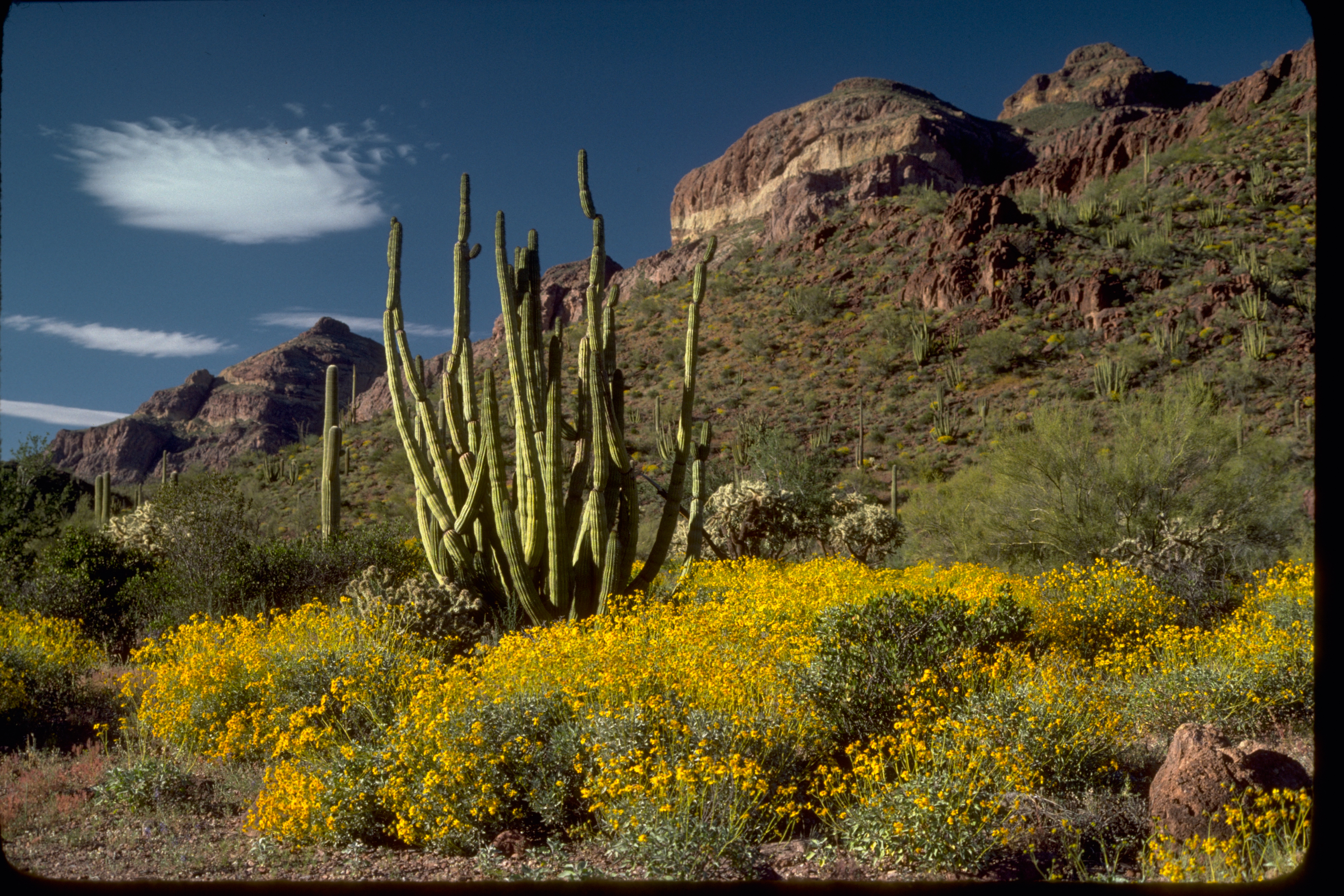
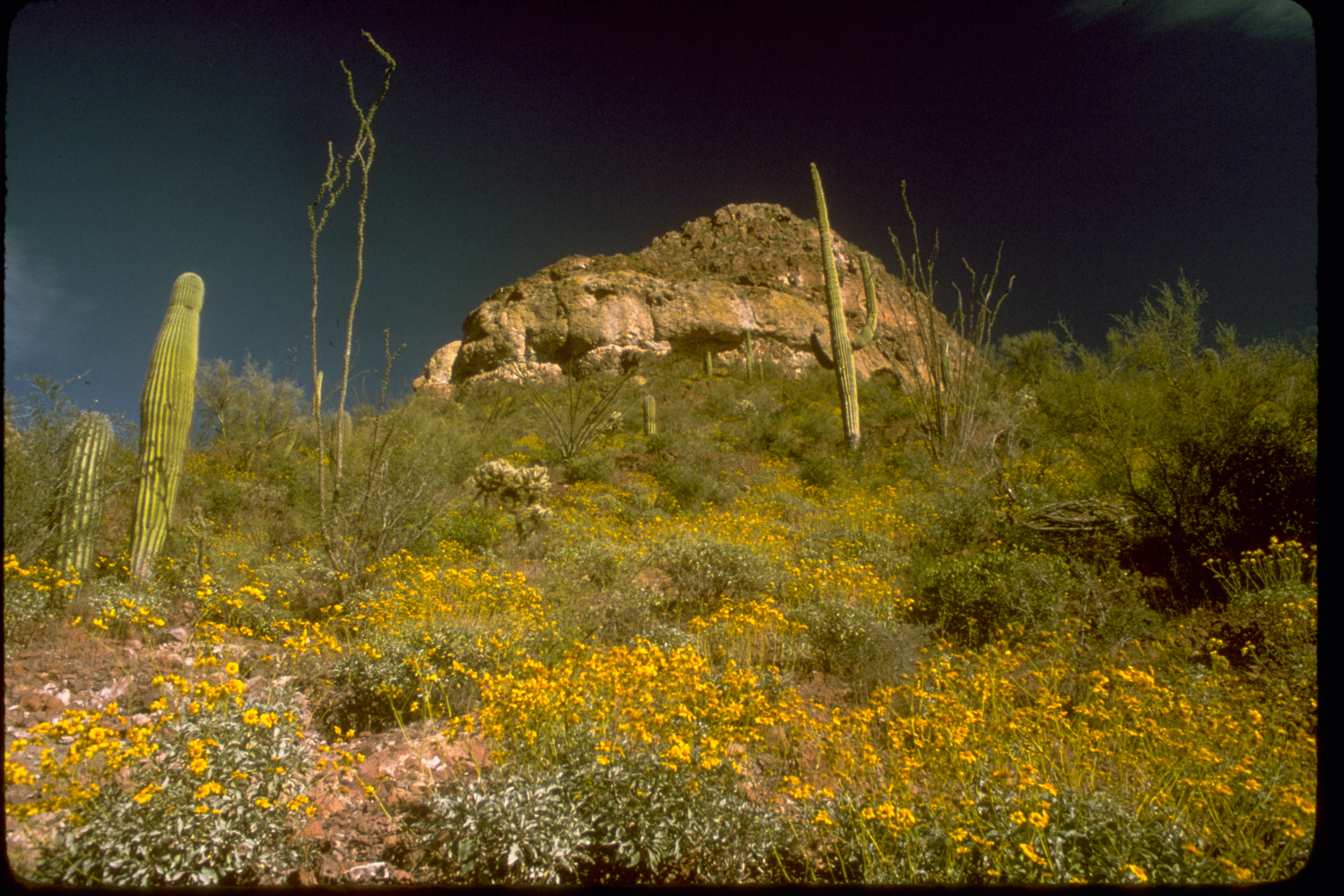
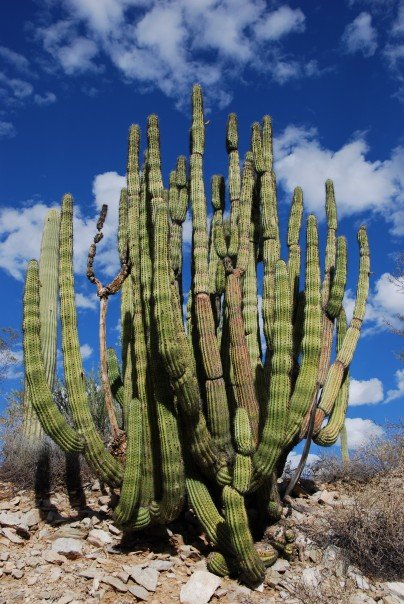
Cactus tuyau d'orgue
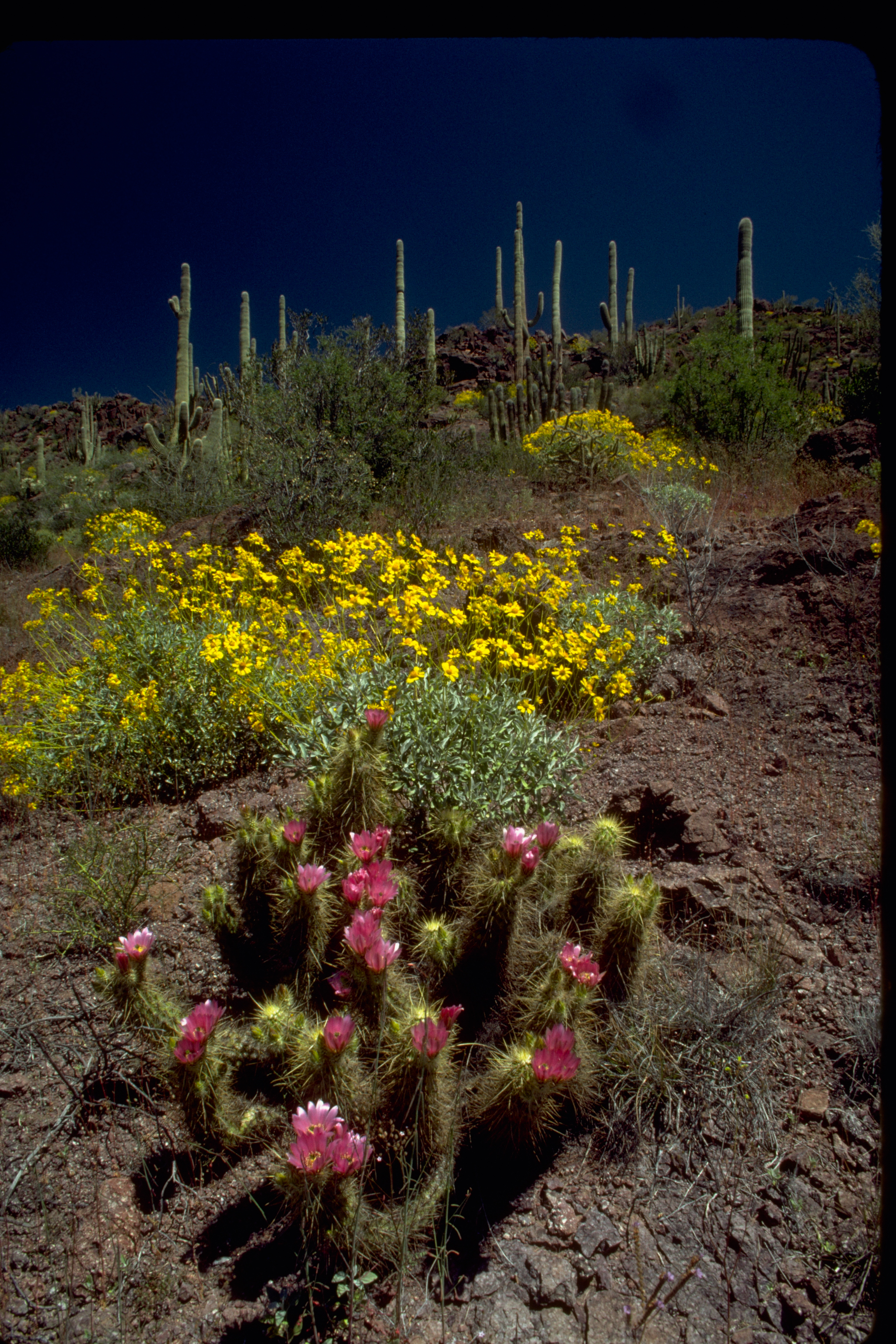
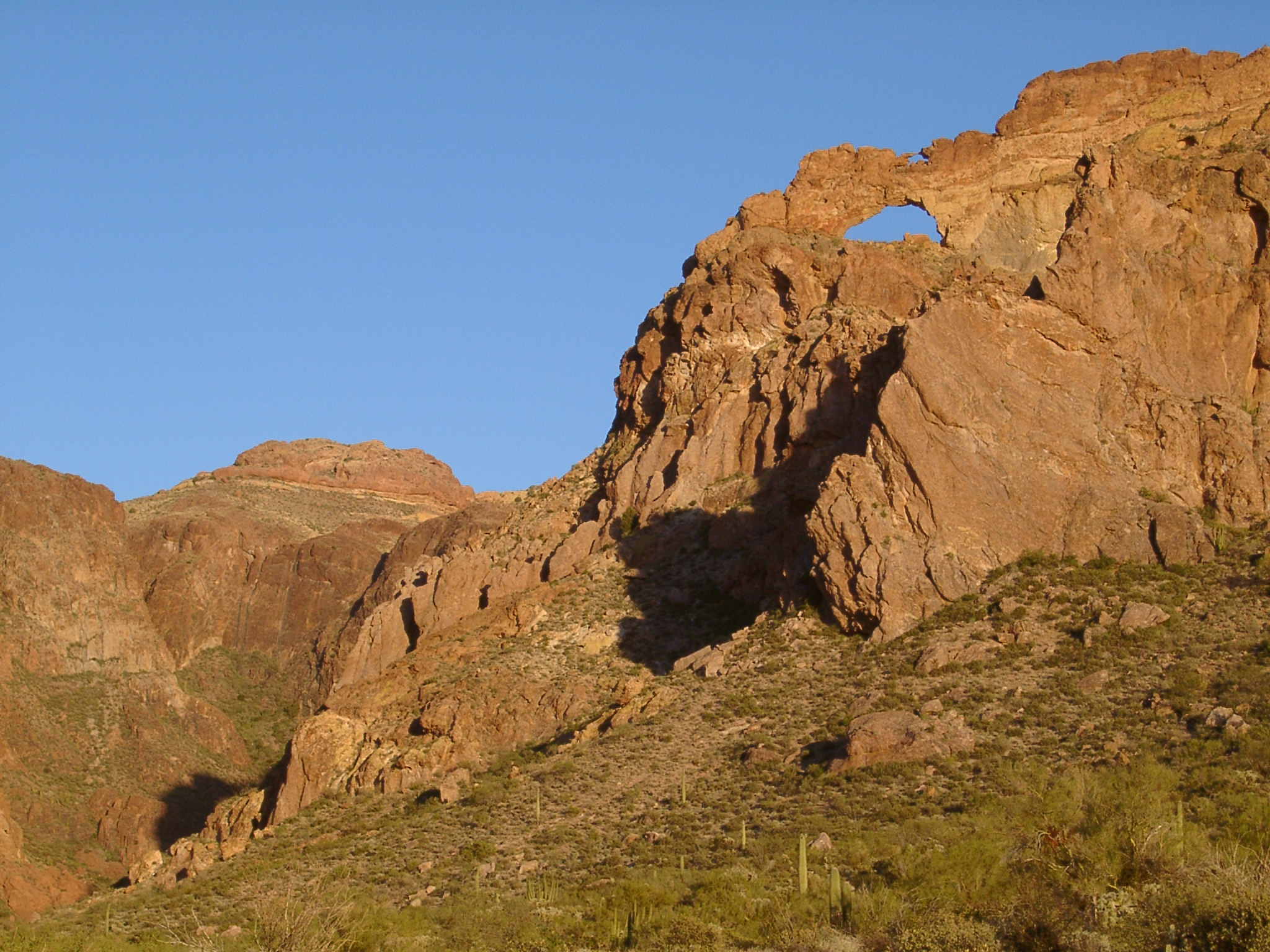
Arche naturelle
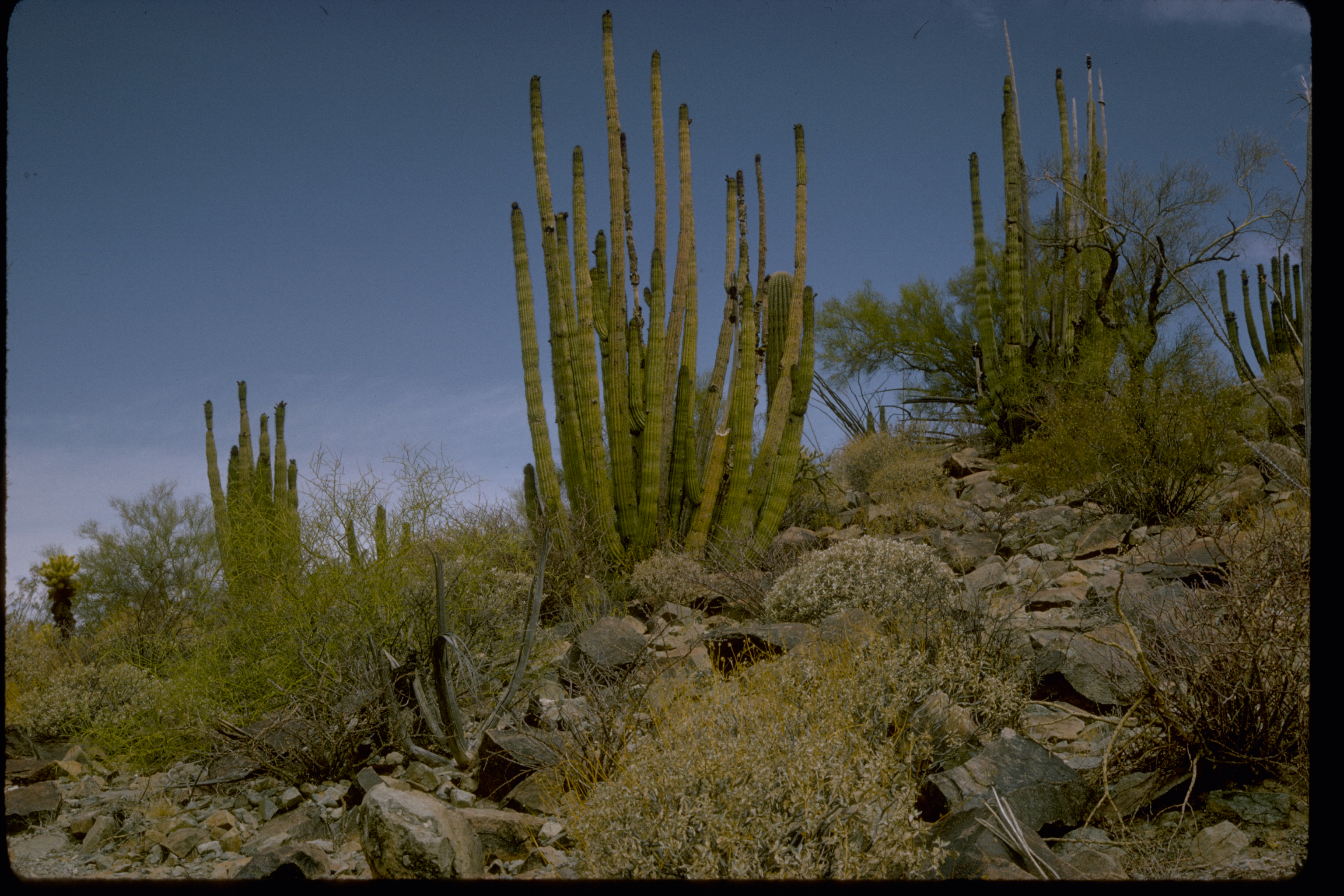

- Carte du parc
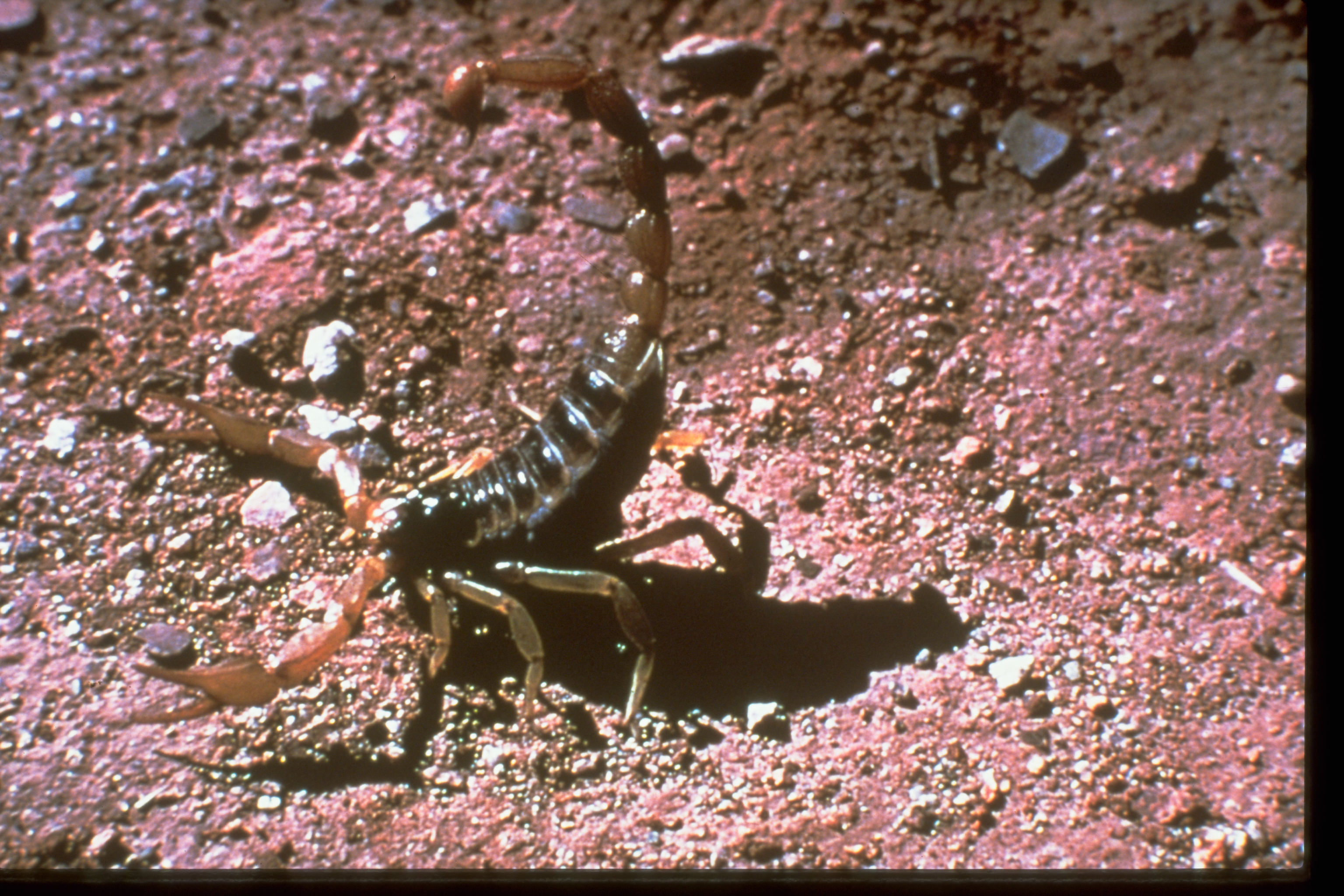
Scorpion
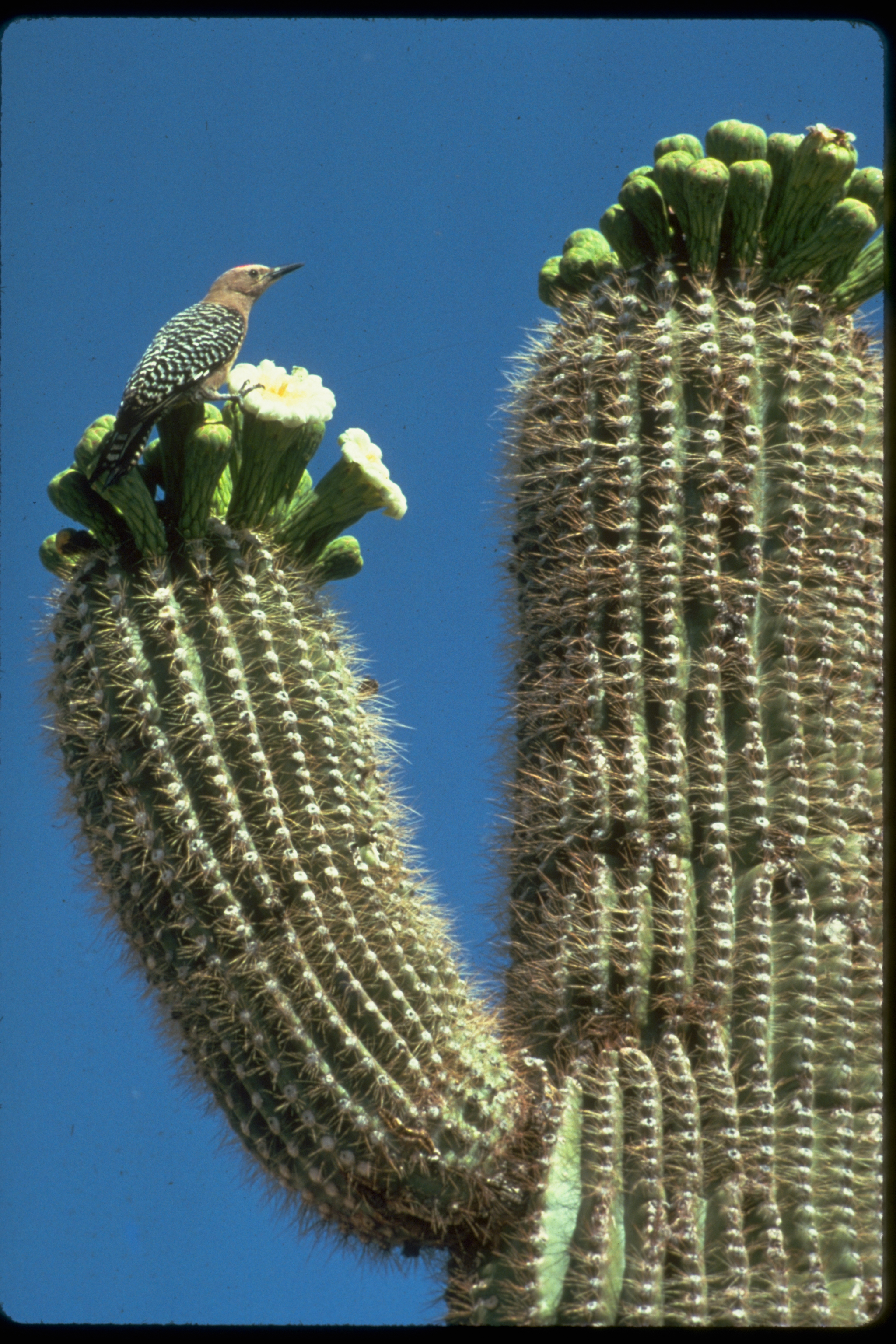
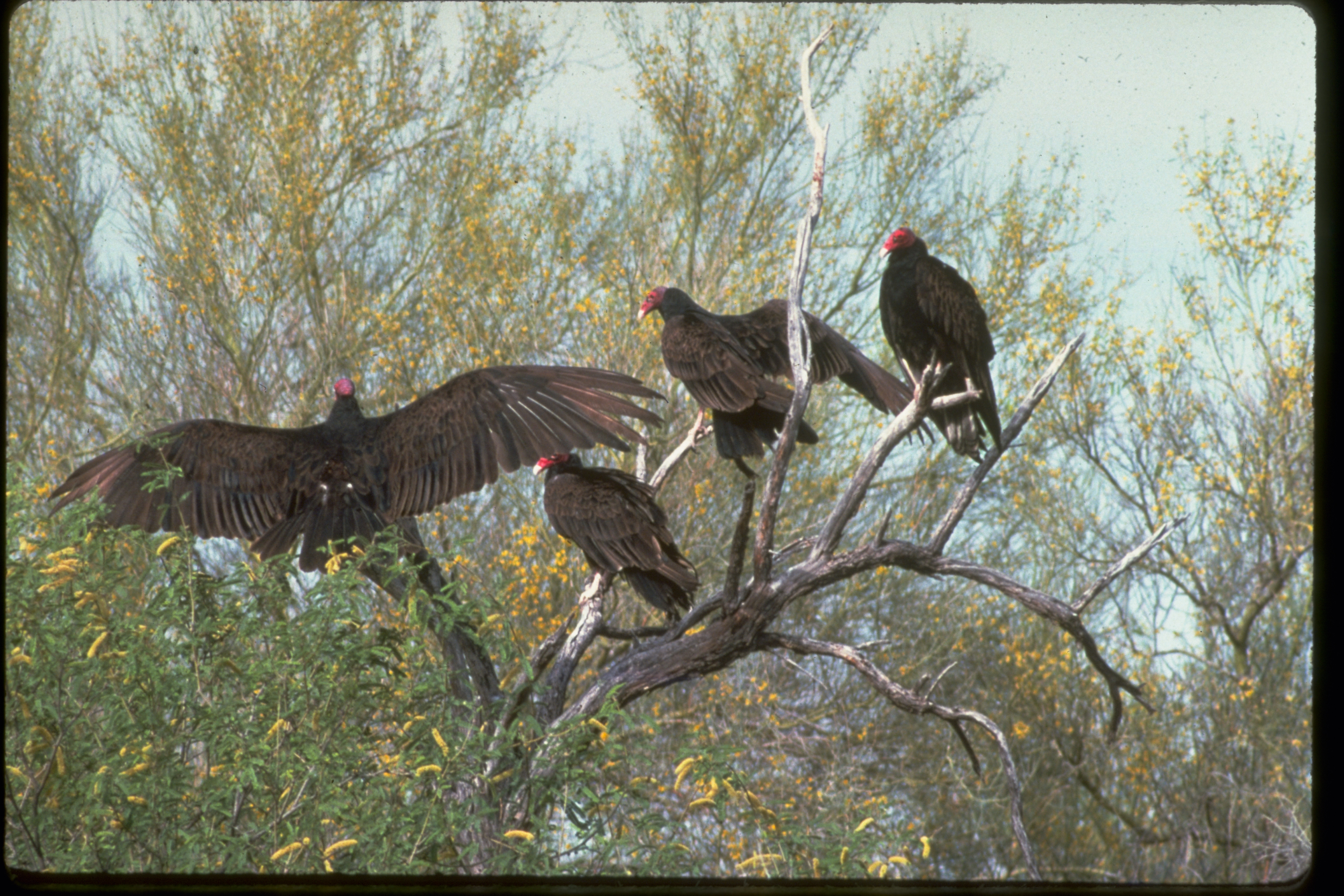
Urubus ou vautours noirs
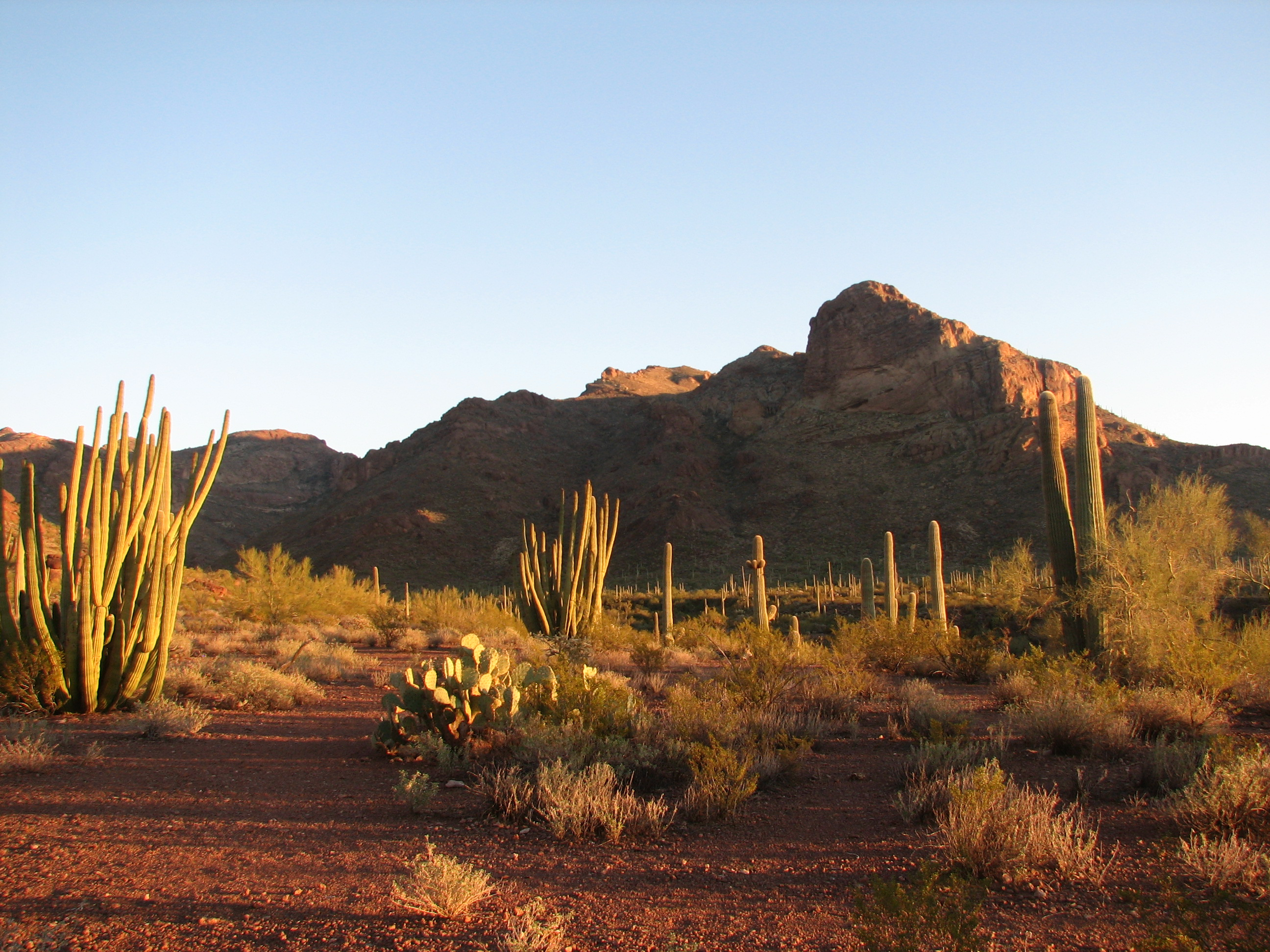
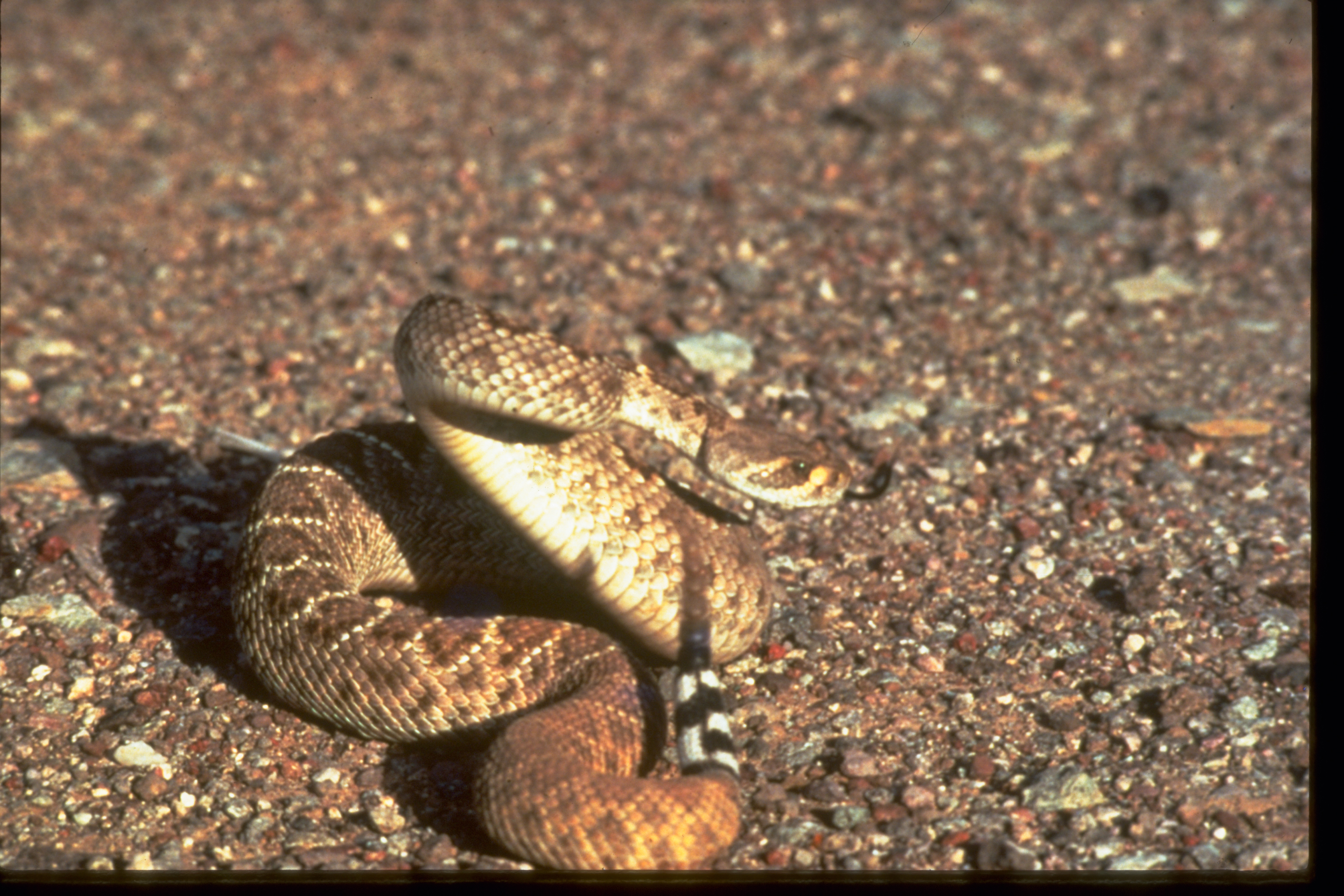
Serpent à sonnettes